# فرانك هال (لاعب رماية)
فرانك هال (بالإنجليزية: Frank Hall)‏ هو لاعب رماية أمريكي، ولد في 8 يوليو 1865 في Woodside, Newark ‏ في الولايات المتحدة، وتوفي في 31 يوليو 1939 في مانهاتن في الولايات المتحدة.

## وصلات خارجية
- فرانك هال على موقع الاتحاد الدولي (الإنجليزية)
- فرانك هال على موقع اللجنة الأولمبية الدولية (الإنجليزية)
- فرانك هال على موقع أوليمبيديا (الإنجليزية)